# VVVVVV
VVVVVV é um jogo de puzzle-platform criado por Terry Cavanagh e lançado inicialmente para Windows e OS X no dia 11 de janeiro de 2010. No jogo, o jogador controla Capitão Viridian, que deve resgatar sua espaçonave após um mau funcionamento do teletransportador fazer com que eles sejam separados na Dimensão VVVVVV. A jogabilidade é caracterizada pela incapacidade do jogador pular, optando por controlar a direção da gravidade, fazendo com que o jogador caia para cima ou para baixo. Foi construído em Adobe Flash e portado para C++ por Simon Roth em 2011 e lançado como parte do Humble Indie Bundle #3. O porte para C++ permitiu a portabilidade do jogo para outras plataformas, como Linux, Nintendo 3DS e Nintendo Switch.

## Jogabilidade

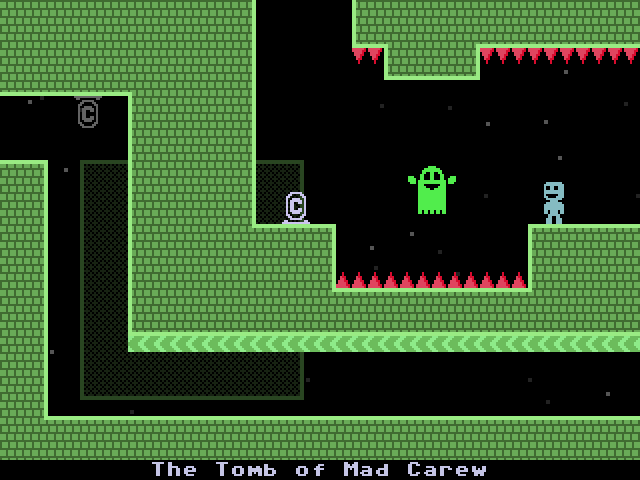
Nesta sala, Capitão Viridian deve evitar os pregos vermelhos e o fantasma verde. O ícone "C" à esquerda do buraco é um checkpoint, ao qual o jogador retorna quando morre

Ao contrário da maioria dos jogos de plataforma, em VVVVVV o jogador não é capaz de pular, mas pode reverter a direção da gravidade quando estiver em uma superfície, fazendo com que Capitão Viridian caia para cima ou para baixo. Esta mecânica foi baseada em outro jogo de Cavanagh, chamado "Sine Wave Ninja". Em uma entrevista à IndieGames.com, Cavanagh disse que estava interessado em usar essa ideia como um conceito central de um jogo, algo que sentiu outros jogos que causam um mecanismo de inversão de gravidade nunca antes feito. Áreas posteriores introduzem novas mecânicas, como mover pisos ou salas que, ao tocar em uma borda da tela, fazem com que o jogador apareça do outro lado da tela. Essa técnica é conhecida como wraparound. VVVVVV contém oito fases principais, incluindo uma fase de introdução, quatro que podem ser acessadas em qualquer momento, duas de intermissão, e um nível final, visto apenas fora da dimensão VVVVVV (em uma "dimensão polar"). Eles estão situados dentro de um amplo mundo aberto para o jogador explorar, abrangendo mais de 400 salas individuais.

## Enredo
O jogador controla Capitão Viridian, que, no início de VVVVVV, deve evacuar a nave espacial junto com sua tripulação, quando ela é afetado por uma "interferência dimensional". A tripulação escapa através de um teletransportador da nave; no entanto, Capitão Viridian fica separado do resto da tripulação do outro lado do teletransportador. Ao retornar à nave, ele descobre que o navio está preso em uma dimensão alternativa (conhecida como VVVVVV) e que a tripulação do navio foi espalhada por toda essa dimensão. O objetivo do jogador, como Capitão Viridian, é resgatar os membros da tripulação desaparecidos e encontrar a causa da interferência dimensional.

## Desenvolvimento e lançamento
Cavanagh apresentou VVVVVV pela primeira vez em seu blog em junho de 2009. O jogo estava em desenvolvimento há duas semanas, e Cavanagh estimou que o jogo terminaria em mais duas, "mas espero que não por muito mais tempo". Um post de acompanhamento publicado em julho de 2009 incluía capturas de tela do jogo e uma explicação do mecanismo de inversão da gravidade do jogo. Cavanagh escreveu que VVVVVV, ao contrário de alguns de seus trabalhos anteriores, como Judith e Pathways, não seria um "experimento de contar histórias", mas sim, "focado no level design". O jogo foi exibido pela primeira vez publicamente na Eurogamer Expo de 2009, que deu a Cavanagh a oportunidade de coletar feedback dos jogadores. Em dezembro de 2009, uma versão beta do jogo que havia sido disponibilizada aos doadores foi vazada no 4chan. Pouco antes do lançamento do jogo, ele confirmou que Bennett Foddy fez o nome de todas as salas do jogo. Cavanagh considerou o jogo como uma oportunidade de se entregar ao seu "fetiche retrô". Ele disse que, por não ter capacidade técnica para criar jogos de aparência mais moderna, ele se concentra em torná-los visualmente interessantes; além disso, ele acha que isso é facilitado pelo "trabalho dentro de limites estreitos".
O jogo foi lançado em 11 de janeiro de 2010 para Microsoft Windows e Mac OS X. VVVVVV foi o primeiro jogo que Cavanagh vendeu comercialmente. Enquanto seus jogos anteriores foram todos lançados como freeware, devido ao tamanho de VVVVVV em comparação a seus trabalhos anteriores, Cavanagh sentiu que "não conseguia se ver seguindo esse caminho". O jogo foi reescrito em C++ pelo desenvolvedor de jogos Simon Roth em 2011, permitindo que suporte ao Linux fosse implementado com sucesso. Esse feito gerou o VVVVVV 2.0, que foi lançado em 24 de julho como parte do terceiro Humble Indie Bundle. A versão 2.0 também possui suporte para níveis personalizados e um editor de níveis.
Ainda em 2010, uma demonstração dos níveis iniciais do jogo foram portadas para o Commodore 64 pelo programador Paul Koller, com assistência de Cavanagh. Em 7 de outubro de 2011, foi anunciado que uma versão do jogo para o Nintendo 3DS estava sendo feita pela Nicalis. Foi lançado em 29 de dezembro de 2011 na América do Norte e 10 de maio de 2012 na Europa. A versão de Nintendo 3DS foi lançada no Japão em 12 de outubro de 2016 pela distribuidora Pikii. Em abril de 2017, uma port completo para o Commodore 64 foi lançado pelo desenvolvedor Laxity. No 10º aniversário do lançamento do jogo, em janeiro de 2020, Cavanagh disponibilizou seu código-fonte publicamente no GitHub.

### Trilha sonora
A trilha sonora de VVVVVV foi composta pelo músico de chiptune Magnus Pålsson, mais conhecido como SoulEye. Cavanagh chamou Pålsson para compor para o jogo após jogar Space Phallus, um jogo indie feito pela Charlie's Games, que contém uma música dele. Pålsson escreveu no blog Distractionware que, ao jogar os jogos anteriores de Cavanagh, ele ficou "impressionado com a profundidade que vinha com os jogos, mesmo sendo pequenos e curtos". A trilha sonora completa, intitulada PPPPPP, foi lançada junto com VVVVVV e é vendida como um download digital ou CD no site pessoal de Pålsson. Em 12 de junho de 2014, Pålsson lançou uma versão power metal da trilha sonora, intitulada MMMMMM, que foi arranjada e executada pelo guitarrista Jules Conroy. A gravadora Materia Collective lançou uma edição em vinil no dia 11 de janeiro de 2020.

## Recepção e legado
Em geral, o jogo foi bem recebido pelos críticos, obtendo uma pontuação de 81/100 para a versão Windows e 83/100 para a versão 3DS no site Metacritic. O jogo foi considerado por ser o primeiro lançamento independente importante de 2010; Kieron Gillen, do site Rock, Paper, Shotgun, disse que VVVVVV foi "o primeiro grande jogo indie do ano", enquanto Michael Rose, escrevendo para o IndieGames.com, observou que o lançamento do jogo seguiu um ano em que "alguns podem argumentar... realmente não entregou um título indie excelente que mostrasse ao mainstream que desenvolvedores independentes significam negócios". O design das fases de VVVVVV foi elogiado pelos críticos: Rose considera que o jogo não tem conteúdo de preenchimento, que ele considerou ser "um dos pontos mais fortes do jogo". Michael McWhertor da Kotaku escreveu que as áreas do jogo continham "uma quantidade surpreendente de variação ao longo delas... garantindo que VVVVVV nunca pareça que seu designer falhou em explorar as possibilidades da jogabilidade".
A maioria dos revisores escreveu sobre o alto nível de dificuldade do jogo. McWhertor achou que os momentos de tentativa e erro do jogo podem testar seriamente a paciência." No entanto, vários críticos observaram que o desafio do jogo é menos frustrante devido aos seus inúmeros checkpoints, bem como à capacidade do jogador de tentar novamente depois de morrer quantas vezes forem necessárias. Essas adições tornaram VVVVVV "não implacável", segundo Samuel Claiborn, escritor da equipe do IGN, enquanto ainda é "old-school em suas demandas de dedicação dos jogadores". O escritor independente Declan Tyson disse que ele se sente "vitimado pela detecção de colisões criminosamente implacáveis do jogo e controles sensíveis com entusiasmo excessivo", mas que "tudo vale a pena quando você chega ao próximo checkpoint e sente essa fração de segundo de alívio". Matthew Adler, da IGN, nomeou VVVVVV como o 12º jogo moderno mais difícil, dizendo que ele exige reflexos rápidos para sobreviver e que os jogadores provavelmente morrerão muitas vezes.
Originalmente, o preço de VVVVVV era de US$15. Esse fato foi visto por McWhertor como "uma barreira infeliz". Ele adicionou: "Embora haja muito o que ver e fazer após a campanha principal do jogo, o preço pedido mais íngreme do que o esperado provavelmente afastará alguns". Da mesma forma, Gillen escreveu em sua resenha que o custo "parece muito para um jogo de plataforma indie lo-fi", mas, ao mesmo tempo, insistindo que "vale a pena o dinheiro". Desde seu lançamento original, o preço de VVVVVV foi reduzido a 5 dólares. Em seu blog, Cavanagh disse que essa foi uma decisão difícil, mas disse que "[sabia] que o preço original de US$15 foi desanimador para muitas pessoas".
O jogo recebeu o prêmio IndieCade pelo jogo "Mais Divertido e Compulsivo" em outubro de 2010. O blog de desenvolvimento de jogos Gamasutra honrou VVVVVV em seus prêmios de jogos independentes no final do ano, que conquistou o segundo lugar em 2009 e uma menção honrosa em 2010. O protagonista do jogo, Capitão Viridian, é um personagem jogável na versão de Windows do jogo de plataforma Super Meat Boy.